# Salvatore Giuseppe Vicario
Salvatore Giuseppe Vicario (Galati Mamertino, 18 dicembre 1927 – Fonte Nuova, 14 gennaio 2019) è stato un medico e saggista italiano.

## Biografia
Laureatosi in Medicina e Chirurgia presso l'Università degli Studi di Palermo e specializzatosi in Ostetricia e Ginecologia presso l'Università di Perugia, fu dal 1963 al 1980 medico di base e ginecologo a Mentana e successivamente a Fonte Nuova. Dal 1980 al 1986 fu specialista in diversi poliambulatori della capitale e professore di Psicoprofilassi ostetrico-ginecologica presso l'Istituto Superiore di Educazione Fisica statale di Roma dal 1990 al 1995. Nel 1963 divenne membro della Società italiana di storia della medicina.
Nella sua vita privata fu anche uno scrittore, giornalista pubblicista e punto di riferimento culturale. Collaborò con l'Istituto dell'Enciclopedia Italiana per il Dizionario Biografico degli Italiani, con il Centro di studi filologici e linguistici siciliani per il Vocabolario Siciliano e con riviste e quotidiani nazionali e regionali.

## Opere
- Mentana: cavalcata su tre millenni! - Ed. Santini, Sarzana, 1967
- Monterotondo in Sabina – Ed. La Rondine, Grotte di Castro (VT) 1970
- Un paese in montagna – 1ª ed., Reb editrice, Roma 1973
- Arte a Galati Mamertino nel XVII E XVIII secolo – Reb editrice, Roma 1973
- Foglia son io – Esse Vu, Mentana 1979
- Un paese in montagna, 2ª ed. riv. e corr., Mentana 1981
- Galati Mamertino, Mentana 1981
- Garibaldi fu ferito… Ed. Consorti, Mentana 1982
- Tor Lupara – Mentana 1985
- L’Agape Fraterna in Roma – Abete Grafica S.P.A., 1985
- Monterotondo in Sabina, 2ª ed., Ed. Mezzaluna, Monterotondo 1987
- La via Nomentana – Ed. Barone, 1986
- Fascina, Ed. Mezzaluna, Monterotondo 1990
- La preparazione globale al parto, con G. Massara, Ed. Marrapese, Roma 1993 con presentazione del prof. Giulio Marinozzi e prefazione del prof. Mario Borghese
- La Nomentana – Strada di Roma per la Bassa Sabina, Rotary Club Monterotondo-Mentana, Roma 1994
- Zwobada a Mentana – Editoriale Umbra, Foligno 1997
- Visita guidata a Galati Mamertino nel Parco dei Nebrodi - Arti Grafiche Zuccarello
- Il territorio Falisco-Capenate – Storia e arte - Rotary Club Flaminia Romana, Roma 2000
- Un paese in montagna, 3ª ed. – Arti Grafiche Zuccarello, Sant’Agata Militello 2002
- Fonte Nuova entra nella storia – Istituto Poligrafico e Zecca dello Stato, Roma 2004
- Galati Mamertino nel parco dei Nebrodi - Arti Grafiche Zuccarello, Sant’Agata Militello 2005
- A cavallo nei secoli – Pia Unione Sant’Antonio abate ed., Monterotondo 2006
- Da Chala’ad a Galati Mamertino, contributi alla storia di Sicilia – Ed. Kimerik, Patti 2012
- Trattamento zeta – Yorick Ed., Patti 2009
- Umori, amori e colori, quei nove giorni in Sicilia - GEDI Gruppo Editoriale S.p.A. 2010
- Eretum a Casacotta? Una incertissima certezza – Monterotondo 2010
- Ciarle di un vecchio medico curioso – Ed. Agemina, Firenze 2013
- Oltre la quinta - con Eleonora Vicario – Monterotondo 2013
- Colle del forno, una necropoli tutta maschile – Bonanno Ed., 2017
- Il Dottore racconta il Professore - Sikelia Ed., 2019 (postumo)

Estratti:
- Notizie Archeologiche Nomentane, “Atti” dell’Accademia Nazionale dei Lincei (estr. dal vol. XXXI, fasc. 1-2, genn.-feb. 1976) – Roma 1977
- Allo specchio della poesia in “La Sicilia” a cura di Fortunato Pasqualino, Editalia, Roma 1980, p. 257 sgg.
- La committenza Orsini per Monterotondo Girolamo Siciolante da Sermoneta, (estr.), “Lazio ieri e oggi” – Roma 1986

Collaborazioni:
- Venti modi di essere Zeri – Allemandi, Torino 2001

Ha curato:
- Nomentum, Lamentana, Mentana – Istituto Poligrafico e Zecca dello Stato, Roma 1999
- Guidonia Montecelio – città delle ali (con E. Moscetti), Istituto Poligrafico e Zecca dello Stato, Roma 2003